# Mauritánská železnice
Mauritánská železnice je jedinou železniční tratí v Mauritánii. Jedná se jednokolejnou trať normálního rozchodu o délce 704 km. Spojuje povrchové doly na železnou rudu v oblasti Zouérat s přístavem Nuadhibú. Je provozována Société Nationale Industrielle et Minière (Národní průmyslová a důlní společnost).

## Výstavba
Trať byla vybudována z iniciativy francouzské koloniální správy Francouzské západní Afriky, kterou vyvolaly objevy bohatých nalezišť železné rudy v okolí horského masivu Kidjat Idždil. Přípravné práce na výstavbě, které započaly v r. 1940, přerušila druhá světová válka a byly obnoveny v r. 1952. Stavbu investovala akciová společnost Société Anonyme des Mines de Fer de Mauritanie (MIFERMA), která přijala formální rozhodnutí o zahájení výstavby 21. března 1960. První kilometr byl slavnostně uveden do provozu 5. března 1961 a stavba byla dokončena 25. března 1963. Slavnostní zahájení provozu na celé trati se uskutečnilo až 16. června 1963 za účasti mauritánského prezidenta, přestože kolaudace proběhla 21. dubna a první vlak tratí projel již 1. června.
V r. 1974 byla trať znárodněna jako součást majetku společnosti MIFERMA a její správa přešla pod státní podnik Société Nationale Industrielle et Minière (SNIM). V letech 1976 až 78 se trať stala cílem útoků a sabotáží ozbrojenců fronty Polisario.
V nejbližších letech se plánuje modernizace trati, aby se zvýšila její využitelnost, a rovněž vybudování nové vlečky do povrchového dolu Guelb al-Aouj.

### Tunel Šúm
Trasa byla projektována tak, aby vedla mauritánským územím podél hranice se Západní Saharou. Trať vede od Atlantského oceánu východně až ke zlomu hranice poblíž města Šúm (Choum) a tam se stáčí na sever. V tomto zlomu byla trasa původně projektována v úpatí horského útesu, které ovšem leží na území Západní Sahary, tehdy spravované Španělskem. Francouzi a Španělé nenalezli dohodu, která by umožnila exteritoriální vedení železnice, údajně kvůli nadneseným španělským požadavkům. Proto musel být vybudován útesem tunel, který leží na mauritánské straně hranice. Tunel, který vede ve značném spádu žulovým masivem, je 1 893 m dlouhý a byl nazván památníkem evropské blbosti v Africe.
Když v r. 1976 jižní část Západní Sahary připadla na krátkou dobu Mauritánii, byl v r. 1978 vybudován obchvat tunelu v délce 5 km, který vede relativně rovnou pouští. Od toho roku není tunel v provozu.

## Popis
Na trati jsou 2 nádraží (mimo vleček k dolům a přístavu) a 7 zastávek, které jsou ve vzdálenostech zhruba 60 km. Trať nemá automatické zabezpečení, řízení provozu je zajišťováno vysílačkami. Nejmenší poloměr oblouku je 1 000 m, největší podélný sklon 5 ‰. Průměrná rychlost vlaků je 38 km/h. Ročně se po trati přepraví asi 14 miliónu tun nákladu a její roční výkon je 16,6 miliardy tunokilometrů.

## Provoz

### Vlaky
Na trati je provozována především nákladní doprava železné rudy. Nákladní vlaky, které patří k nejdelším na světě, jsou dlouhé až 2,5 km a skládají se z 200 až 210 vozů s nákladem 84 t na každém z nich při osovém zatížení brutto 26 t. Nákladní vlaky, doplněné služebními vagóny, jsou provozovány denně (3 v každém směru) a jsou taženy 3 až 4 dieselelektrickými lokomotivami General Motors EMD SD40 o výkonu 2 430 kW.
Některé vlaky jsou kvůli přepravě automobilů provozovány jako smíšené a jsou doplněny doprovodnými osobními vozy (I. a II. třída). Jednou až dvakrát ročně jsou ze Šúmu do Zouaretu vypravovány tzv. pouštní vlaky; jde o osobní vlaky pro turisty, které jsou taženy staršími dieselovými lokomotivami CC Alsthom. V červenci 2018 dostala železnice nové přírůstky do vozového parku. Jedná se o 3 osobní vozy Českých drah řady B249, které už nejsou potřebné. Prodej vozů zařídila česká obchodní firma SSS Trade s.r.o..

### Údržba
Provoz této extrémní trati vyžaduje značnou údržbu, která je zabezpečována speciálními pracovními četami. Jejich základny jsou od sebe vzdáleny cca 150 km a jejich hlavním úkolem je odstraňování navátého písku, což se provádí především ručně lopatami. Kromě toho je správa trati vybavena speciálním vlakem, který trať pravidelně projíždí a zametá písek z kolejí, a dále automatickou podbíječkou.

## Galerie

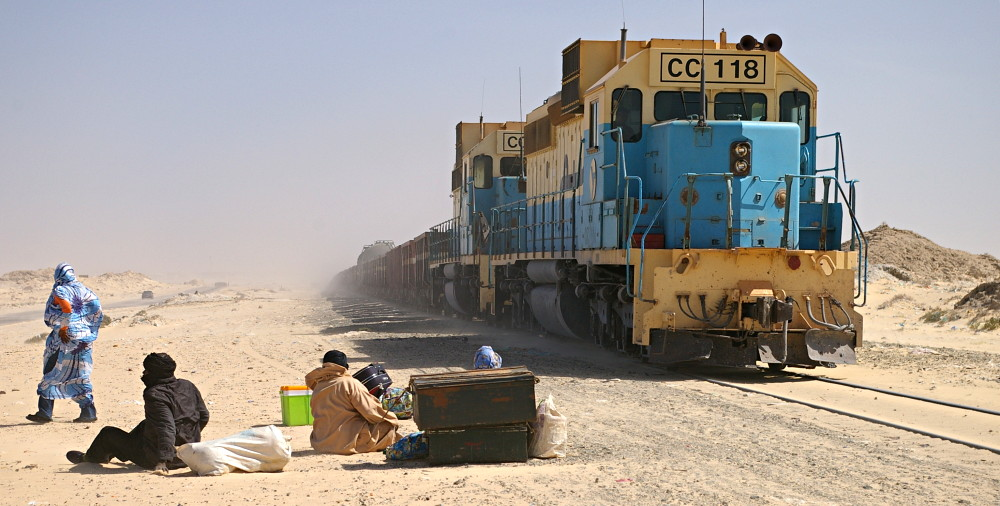
Vlak u Nuadhibú
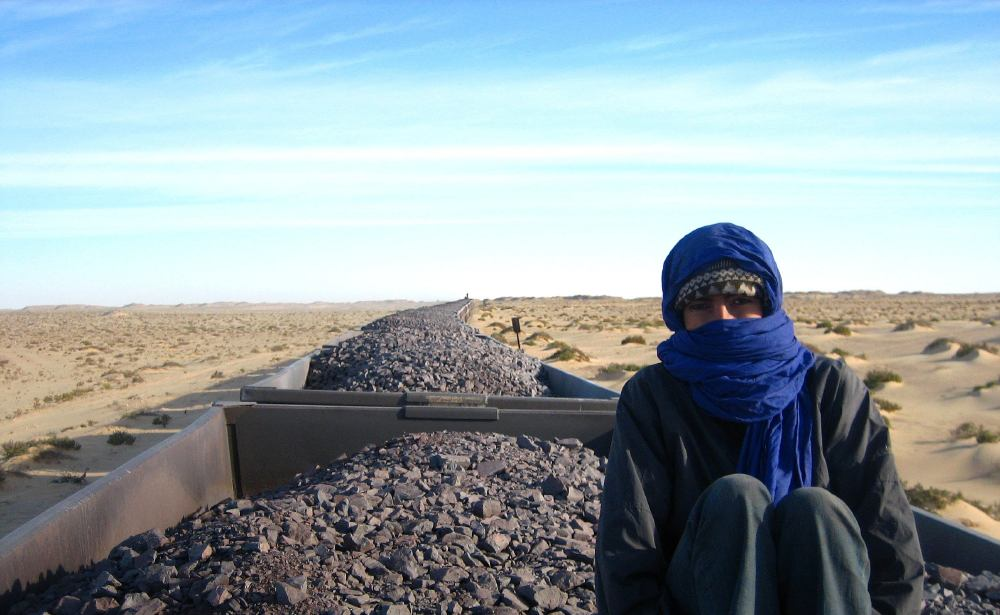
Vagóny se železnou rudou
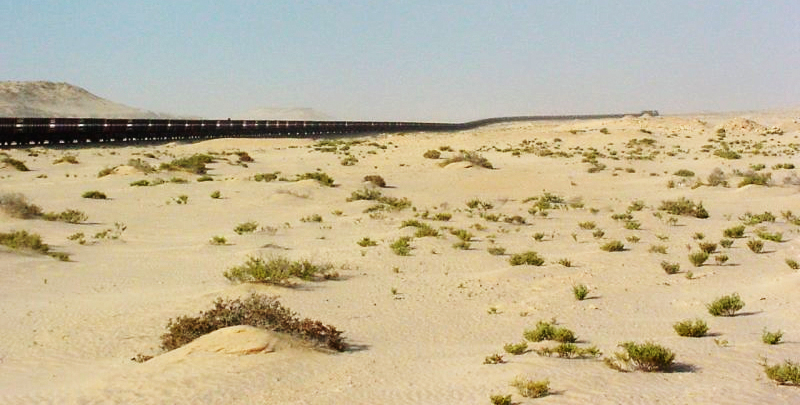
Vlak v poušti